# DFD

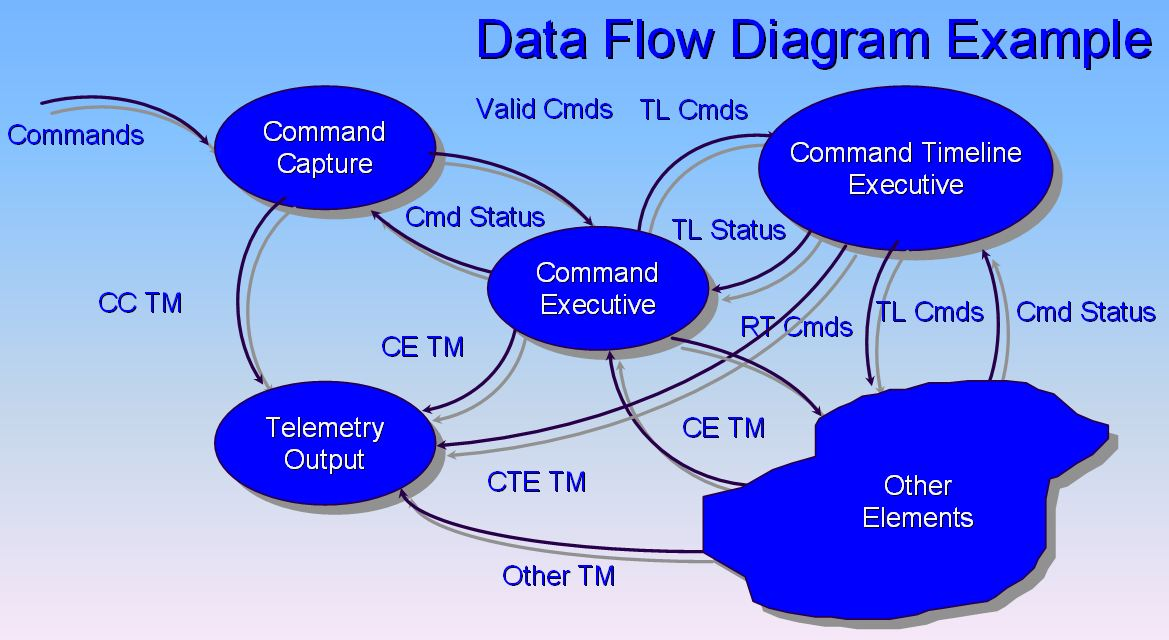
Пример диаграммы data flow.

DFD — общепринятое сокращение от англ. data flow diagrams — диаграммы потоков данных. Так называется методология графического структурного анализа, описывающая внешние по отношению к системе источники и адресаты данных, логические функции, потоки данных и хранилища данных, к которым осуществляется доступ.
Диаграмма потоков данных (data flow diagram, DFD) — один из основных инструментов структурного анализа и проектирования информационных систем, существовавших до широкого распространения UML. Несмотря на имеющее место в современных условиях смещение акцентов от структурного к объектно-ориентированному подходу к анализу и проектированию систем, «старинные» структурные нотации по-прежнему широко и эффективно используются как в бизнес-анализе, так и в анализе информационных систем.
Исторически сложилось так, что для описания диаграмм DFD используются две нотации — Йордана (Yourdon) и Гейна-Сарсон (Gane-Sarson), отличающиеся синтаксисом.
Информационная система принимает извне потоки данных. Для обозначения элементов среды функционирования системы используется понятие внешней сущности. Внутри системы существуют процессы преобразования информации, порождающие новые потоки данных. Потоки данных могут поступать на вход к другим процессам, помещаться (и извлекаться) в накопители данных, передаваться к внешним сущностям.
Модель DFD, как и большинство других структурных моделей — иерархическая модель. Каждый процесс может быть подвергнут декомпозиции, то есть разбиению на структурные составляющие, отношения между которыми в той же нотации могут быть показаны на отдельной диаграмме. Когда достигнута требуемая глубина декомпозиции — процесс нижнего уровня сопровождается мини-спецификацией (текстовым описанием).
Кроме того, нотация DFD поддерживает понятие подсистемы — структурного компонента разрабатываемой системы.
Нотация DFD — удобное средство для формирования контекстной диаграммы, то есть диаграммы, показывающей разрабатываемую АИС в коммуникации с внешней средой. Это — диаграмма верхнего уровня в иерархии диаграмм DFD. Её назначение — ограничить рамки системы, определить, где заканчивается разрабатываемая система и начинается среда. Другие нотации, часто используемые при формировании контекстной диаграммы — диаграмма SADT, Диаграмма вариантов использования.

## Нотация
- External entity (внешняя сущность) представляет собой материальный предмет или физическое лицо, являющиеся источником или приёмником информации, например, заказчики, персонал, поставщики, клиенты, склад. Определение некоторого объекта или системы в качестве внешней сущности указывает на то, что она находится за пределами границ анализируемой ИС. В процессе анализа некоторые внешние сущности могут быть перенесены внутрь диаграммы анализируемой ИС, если это необходимо, или, наоборот, часть процессов ИС может быть вынесена за пределы диаграммы и представлена как внешняя сущность. Внешняя сущность обозначается квадратом, расположенным как бы «над» диаграммой и бросающим на неё тень, для того, чтобы можно было выделить этот символ среди других обозначений.
- Process (системы и подсистемы) — при построении модели сложной ИС она может быть представлена в самом общем виде на так называемой контекстной диаграмме в виде одной системы как единого целого, либо может быть декомпозирована на ряд подсистем. Процесс представляет собой преобразование входных потоков данных в выходные в соответствии с определенным алгоритмом. Физически процесс может быть реализован различными способами: это может быть подразделение организации (отдел), выполняющее обработку входных документов и выпуск отчетов, программа, аппаратно реализованное логическое устройство и т. д.